# Montevideos kyrkoprovins
Montevideos kyrkoprovins är en romersk-katolsk kyrkoprovins i Uruguay. Den består i dag av 10 stift.

## Stift
- Montevideo ärkestift
  - Canelones stift
  - Floridas stift
  - Maldonado-Punta del Estes stift
  - Melos stift
  - Mercedes stift
  - Minas stift
  - Saltos stift
  - San José de Mayos stift
  - Tacuarembós stift

### Fotnoter
1. ↑  ”All Dioceses” (på engelska). Catholic Hierarchy. http://www.catholic-hierarchy.org/country/duy.html. Läst 14 augusti 2014.